# Malabar (A664)
Pour les articles homonymes, voir Malabar.
Le RHM Malabar  (indicatif visuel A664) est un remorqueur de haute mer  français. Il a été construit aux  chantiers Oelkers de Hambourg en Allemagne. Ce remorqueur de haute mer est le dernier d'une série de trois. À l'origine il devait porter le nom d’Appliqué.
Saint-Pierre-et-Miquelon est sa ville marraine depuis le 22 novembre 1982.

## Histoire
Le Malabar, initialement dénommé Appliqué est construit en Allemagne avant son admission au service actif en février 1976. Le navire est désarmé en 2016 et sa coque conservée à l'abri dans la rade de Brest – avec celle du Tenace (retiré du service en 2018) – jusqu'à sa déconstruction. Début février 2021, il est pris en remorque et quitte la rade de Brest pour rejoindre le chantier de démantèlement Gardet & De Bézenac au Havre.

## Missions
Le port d'attache du Malabar est la base navale de Brest où il remplit de multiples missions : remorquage de tout type de bâtiments de combat ou auxiliaires, sécurité et sauvetage en haute mer, lutte antipollution, contrôle de la zone économique (police des pêches), surveillance du trafic commercial, instruction et entraînement du personnel et des diverses unités de la base navale.

## Caractéristiques techniques
Cette série de remorqueurs est, lors de sa construction, la plus puissante de la Marine nationale. À l'origine, ce remorqueur a été conçu pour l'assistance aux sous-marins nucléaires lanceurs d'engins (SNLE) en cas d'avarie de propulsion. Avec sa coque renforcée et son étrave, il peut naviguer dans les glaces (jusqu'à deux mètres) des secteurs polaires. Son rayon d'action à 13 nœuds est de 9 500 milles nautiques pour quarante jours de navigation.
Il est armé par deux mitrailleuses de 12,7 mm.
Pour l'assistance en mer et le ravitaillement, le Malabar possède deux treuils de remorquage de 30 tonnes de traction chacun avec 1 200 mètres de câble. Ses moyens de lutte antipollution et incendie reposent sur une pompe de 350 m3/h, une pompe de 120 m3/h, une pompe de 40 m3/h, une pompe de 30 m3/h, trois motopompes mobiles, trois électropompes submersibles et sept éducteurs. Il est de plus équipé de deux canons à eau et d'une soute à produit dispersant pour lutter contre les marées noires.

## Carrière opérationnelle
Le Malabar a participé au cours de sa carrière à plusieurs missions « Grand Nord ».
Au 13 novembre 2013, le navire se trouve en opération de surveillance maritime aux approches de Brest en compagnie de l'aviso Lieutenant de vaisseau Lavallée et du chasseur de mines Céphée.